# Simon Adri
Simon Adri (Simon Adrienn) (Szeged, 1974. augusztus 22. –) magyar költő, irodalomkritikus és szerkesztő.

## Életpályája
1992-ben érettségizett Szegeden a JATE Ságvári Endre Gyakorló Gimnázium francia tagozatán, majd a JATE Bölcsészettudományi Karán magyar nyelv és irodalom, valamint speciális irodalomelmélet és tanár szakokon folytatott tanulmányokat. Középiskolai tanári diplomáját 1998-ban kapta meg.
2010-ben OKJ rendszerinformatikus, 2024-ben gerincjóga-oktatói képesítést szerzett. 2003 óta publikál verset, kritikát, recenziót, interjút, de rendes könyvet is akar írni. A Tiszatáj, az Apokrif, az Alföld, a Hévíz, a Prae, a Látó, a Székelyföld, a Népszava, a Vár Ucca Műhely, A Vörös Postakocsi, a Szófa, a Bárka, az Eső, az Ambroozia, a Dokk, az Előretolt Helyőrség, az Irodalmi Jelen, a Drót, a Spanyolnátha, a Magyar Napló, az Ex-Symposion, a Holdkatlan, a Palócföld, a Hitel, az Országút, a Parnasszus, a Napút, a Hetedik szerzője. 2010-ben a Gondolat Kiadó szöveggondozójaként kezdte a pesti létet. 2010–2012 közt a Dokkon szerkesztett és írt, 2014-től a Holdkatlan versszerkesztője.
2015–16-ban az Alexandra, 2016-tól a Magyar Napló Kiadó és az Orpheusz, majd a Nap Kiadó és a Holnap Kiadó szöveggondozója, 2017–2019 közt az Irodalmi Jelen kritikarovatának szerkesztője volt. 2020–2022 közt a Magyar Napló Kiadó szöveggondozója, szerkesztője és lektora volt. 2023-tól az Athenaeum Kiadó köteteinek szerkesztője volt. 2024-ben a 40. Trois-Rivieres-i Nemzetközi Költészeti Fesztivál első magyar vendége volt. A Szépírók Társasága tagja.
Társszerzős kötete, a FEAT. 2004-ben, a Komplemente 2010-ben látott napvilágot, a Földerengés 2015-ben, a Tizenöt halál 2020-ban jelent meg. Recenziói, kritikái, egyéb írásai Az életszatyor és egyéb málhák kötetben 2021-ben jelentek meg.

## Szépirodalmi publikációi

### Kötetei
- FEAT. Válogatott versusok – versek, Az Irodalom Visszavág, 2004
- Komplemente – versek, Tipp Cult, 2010
- Földerengés – versek. Gondolat, 2015
- Tizenöt halál – versek, Orpheusz, 2020
- Az életszatyor és egyéb málhák – kritikák és más holmik, Magyar Napló, Bp., 2021

### Válogatásokban
- - "Első versek: Motyogja a ló I–II–III, 1991–1992     
  - Mert nem jössz – Előfutár – Fiatal szegedi írók és költők, Szeged, 1998  ·       [Részeget mutat…]; Láttalak titeket – Szó – Csönd, Budapest, 2001  ·      
  - Elbocsátó, szép üzenet – Légyott: Miskolci Nemzetközi Operafesztivál kísérőrendezvénye, 2007  ·      
  - A nettelen igazság – Mégse Légyott: Miskolci Nemzetközi Operafesztivál kísérőrendezvénye, 2008  ·      
  - Felhívás bécsi keringőre – Mégse Légyott: Miskolci Nemzetközi Operafesztivál kísérőrendezvénye,  2009  ·      
  - Verkvers – vers: HogyÖt – a Spanyolnátha  5 éves jubileumi antológiája, 2010  ·      
  - Tíz – Bartók+Európa: Miskolci Nemzetközi Operafesztivál kísérőrendezvénye, 2010  ·      
  - Szeged song – Szeged Effekt, Szeged, 2011  ·      
  - Varrni megtanít – Szeged Effekt 2., Szeged, 2012  ·      
  - Földerengés – Légyott: Miskolci Nemzetközi Operafesztivál kísérőrendezvénye, 2012  ·      
  - Spanyolnátha Bartók+ : 2010–2017  ·      
  - Miért hullunk alá?; in: (4 az 1-ben). Kiss Judit Ágnes, Simon Adri, Horváth Orsolya, Debreczeny György; NapSziget a Művészetekért Alapítvány, Bp., 2013   ·      
  - Öt vers – Szeged Antológia 2015  ·      
  - Tömörnyi – Üzenet a Másvilágra, Hommage a Tömörkény. Szeged, 2016  ·      
  - Öt vers – Szeged Antológia 2016  ·      
  - Három vers – Az Év Versei, Magyar Napló, Bp., 2016  ·      
  - Forrad – 56 szó 56-ról, Clavis Irodalmi Ügynökség, Bp. 2017  ·      
  - Öt vers – Szegedi Horizont, 2017  ·      
  - Három vers – Az Év Versei, Magyar Napló, Bp., 2017  ·      
  - Három vers – A századelő antológiája, Magyar Napló, Bp., 2018  ·      
  - Öt vers – Az Év Versei, Magyar Napló, 2018  ·      
  - Három vers – Szegedi Horizont, 2018  ·      
  - Három vers – Az év versei, Magyar Napló, 2019  ·      
  - Három vers – Szegedi Horizont, 2019  ·      
  - Három vers – Az év versei, Magyar Napló, 2020  ·      
  - Két vers – Szegedi Horizont, 2020  ·      
  - Négy vers – Az év versei, Magyar Napló, 2021  ·      
  - Megtelt bőröndök balladája, Isten nem levéltáros – "...te magad légy!", a Hetedik válogatása, 2021  ·      
  - Egy vers – Szegedi Horizont, 2021  ·      
  - Három vers – Szegedi Horizont, 2022  ·      
  - Egy vers – Szegedi Horizont, 2023  ·      
  - Erre számítani kell – Szív, szer, elme, 2023  ·      
  - Íróasztal – Szép versek, Magvető, 2024
  - A fecskék és a zen, Kétely, Aknamező-villanella – Szegedi Horizont, 2024
  - Hernádkaki randevú – Tompa plusz, a 20 éves Spanyolnátha antológiája, 2024
  - Haza – Szép versek, Magvető, 2025
  - Midlife love, Haza – Szegedi Horizont, 2025
  - Határ-villanella – 111 költő, "Mindben egy arc", Magyar Napló, 2025

### Versek folyóiratokban
- Első versek: Motyogja a ló I-II-III. Ságvári Endre Gyakorló Gimnázium, 1991–92
- szonettek: Gondolat–Jel, JATE Press, 1993
- A kezdettől a végelgyengületig…; Házam lángra gyullad; A bajkeverő; Barack – Az Irodalom Visszavág 17., 2003
- Egy költőre : József Attila-remix – Az Irodalom Visszavág 20. 2004
- Valakikként ébrenlét arról, hogy mi jöhet még – Az Irodalom Visszavág 21. 2005
- Szelíd állat – Az Irodalom Visszavág, 2005
- Kásásodik lágyan – Az Irodalom Visszavág, 25-26. szám, 2006
- Célkereszt – Parnasszus, 2006. október
- Váltóláz, Set this House on Fire – Spanyolnátha, 2006. november
- Függvény, Műélvezet, Nervosa – Spanyolnátha, 2007. április
- Énnivaló, A film – Spanyolnátha, 2007. szeptember
- Dada error – performansz Nagy Zsukával a Miskolci Őszi Fesztiválon: 2007. november
- Mint más, Kéreg – Spanyolnátha, 2008. tavasz
- Verkvers – Spanyolnátha, 2008. nyár
- Sűrített levegő – Spanyolnátha, 2008. ősz
- Idegidő, terrortér – Spanyolnátha, 2009. tavasz
- Kémia – Spanyolnátha, 2009. tél
- A SPANtalló – Spanyolnátha, 2011. tavasz
- Földerengés – Spanyolnátha, 2012. ősz
- Végkorszak, Ultra light – Dokk, 2012
- Eszter felvarrja, Emlékecset ma, Ádventi bálterem – Irodalmi Jelen, 2012. tél
- Vass-kori töredék – Parnasszus, 2013. tavasz
- Tizenhárom – Spanyolnátha 2013/4.
- Macabre – Drót 2015. tavasz
- A Ba-Báink – Spanyolnátha 2014/4.
- Múzsa tér, végállomás – Spanyolnátha 2014/6.
- Temetetlen árnyak (próza) – Holdkatlan, 2014. július
- Szomorú klosárnap, jégzselé; Tizenhárom; Szeged song – Holdkatlan, 2014. július
- Kiolthatatlan; Végkorszak; Kémia; A szellemnő ébredése – Holdkatlan, 2014. október
- Árad; Muterka búg a lófagyi; Függvény – Holdkatlan, 2014. november
- Lali karácsonya – Holdkatlan, 2014. december
- Továbbiak: Dokk, Ambroozia, Napút, Holdkatlan, Drót, Librarius 2013–2016
- Vers utánra – Holdkatlan, 2015. január
- Mindent feledni – Spanyolnátha, 2015/2.
- Arról ír – Partium, 2015. nyár
- Forró sínként éget – Spanyolnátha, 2015/4.
- Vállamon hordom, Prózai – Holdkatlan, 2015. május
- Tállya song, Talán még mindig... – Magyar Napló, 2015. december
- Tizenöt halál – Spanyolnátha 2016/1.
- A drónkövetelő – Spanyolnátha, 2016/2.
- azt meg lehet, Veszni ha hagynánk – Ambroozia, 2016. február
- Roberto Ruspanti versei (fordítás): Magyar Napló, 2016. április
- Nehézségi erők, Legyél ma hűvös, Ölel, nyaldos – Irodalmi Jelen, 2016. május
- Hazafelé, Stáció – Magyar Napló, 2016. június
- Hártya – Pannon Tükör, 2016. ősz
- Bartók elutazik – Spanyolnátha, 2016/4.
- Tömörnyi – Spanyolnátha 2016/6.
- Revue – Spanyolnátha 2017/1.
- Szerelemféltés – Spanyolnátha hiperSpan 2017/1.
- Ötvenhatosok szava – Spanyolnátha, 2017/2.
- Balácára menni – Ex-Symposion, 2017. nyár
- Forrad, Népligettó – Magyar Napló, 2017. június
- A lélek súlya – Irodalmi Jelen, 2017. június
- Az ír – Hévíz, 2017. 4-5.
- János legyen, Arany kortárs hangon – Irodalmi Jelen, 2017. október
- Búcsú Vasadi Pétertől – Irodalmi Jelen, 2018. február
- A gombszigeten, Permafrász – Alföld, 2018/3.
- Örökingyenvíz; Hó, zivatar – A Vörös Postakocsi, 2018. március 11.
- Megtelt bőröndök balladája – Irodalmi Magazin, 2018/1.
- Öt vers – A Hetedik, 2017–2018
- Aranymetszés – Magyar Napló, 2018. május
- Tenger-villanella – Irodalmi Jelen, 2018. június
- Isten nem levéltáros; Szótag utca, Rím körút – Irodalmi Jelen, 2018. július
- Szatmárnémeti song – Előretolt Helyőrség, 2018. november
- Vámpírcsillag – Irodalmi Jelen, 2018. december
- Szigligeti merénylet – A Hetedik, 2019. január
- A csend, a kozmosz – Parnasszus, 2018/4.
- Keresd a jeleket; Őszi dallam; Galambok városa – Irodalmi Jelen, 2019. május
- Ady a szanatóriumban – Magyar Napló, 2019. november
- Az ember gerince nyolcvan év múlva; Flight shame – Eső, 2019. december
- Utószezon, Helen – A Vörös Postakocsi, 2019/3.
- Az évtized első vidám verse – Magyar Napló, 2020. március
- Bocsokat sem szülnek, Inouye – Országút, 2020. április
- Határ-villanella – Ambroozia, 2020. április
- Sötétkamra – Előretolt Helyőrség 2020. július
- Dagerrotípia – Országút, 2020. július
- Más ez a nyár – Holdkatlan, 2020. szeptember
- Covid-rendezvény a Dózsa György úton – Magyar Napló, 2020. október
- Különegyütt – NOE levelek, 2020. ősz
- Hőforrás, sódombok – Parnasszus, 2020/4
- Bringakör-villanella – A Vörös Postakocsi, 2020. december
- Rollertime – Bárka, 2020. december
- Szájmaszk blues – Ambroozia, 2020/6
- [Talán még mindig...]; Ölel, nyaldos; Tállya song; Bartók elutazik; Dagerrotípia – Olvasat, 2021. január
- Oltás – Magyar Napló, 2021. február
- Népnemzeti dal – Spanyolnátha, 2021. február
- TuliPÁN, Az órák – Előretolt Helyőrség, 2021. május
- Tisza-parti song – A Vörös Postakocsi, 2021. június
- Szaturáció, Csúcstámadás – Hitel, 2021. augusztus
- Rekviem az erdőért – Irodalmi Jelen, 2021. szeptember
- Visszaszívó játszma – Hetedik, 2021. október
- Bringadal, Tejvers – Előretolt Helyőrség, 2021. november
- A könnyűvé vált kereszt – Irodalmi Jelen, 2021. november
- Ellentart, Csendpihe, John Bauer – Bárka, 2021/VI.
- Ötszáz kép – Kortárs, 2021. december
- A mindfulnessel nem jár sok vers – Spanyolnátha, 2021/4
- Kreatívan kell gondolkodni! – négykezes Simon Bettinával, Szófa, 2022. május
- Hernádkaki randevú – Spanyolnátha, 2022. nyár
- Rendmánia – Spanyolnátha, 2022. ősz
- Laci a hetedik kerületből, Spanyolfal – Apokrif, 2022. december
- A film, Kétely – Látó, 2023. február
- Mackógatya, apaseb – Előretolt Helyőrség, 2023. február
- Íróasztal, Aknamező-villanella – Bárka, 2023/2
- Isten-kosár – Tiszatáj, 2023. április–május
- A fecskék és a zen – Irodalmi Jelen, 2023. július
- Török induló, Egyszer hazahoz – Székelyföld, 2023. július
- Kétely – Holdkatlan, 2023. szeptember
- Nutria-dal, Fájdalmas dal – Bárka, Papírhajó rovat, 2024/1
- Álom kétszer, A legszebb megálmodott versek – Előretolt Helyőrség, 2024. március 16.
- Haza – Alföld, 2024. május
- Szekszárd, július; Csöndbálák a dombról – Bárka, 2024. június
- Ha kiásott csontot találunk – Pad, 2024. nyár
- Senkizöldje – Quasimodo-különdíj, Tempevölgy, 2024. szeptember
- Mint körbejáró zarándokutak – Vár Ucca Műhely, 2024. szeptember
- Midlife love – Látó, 2024. október
- Bruttó nemzeti boldogságindex – Tiszatáj, 2025. március
- Szarvasálom – Eső, 2025. április
- Doute (Kétely), Meules de silence de la colline (Csöndbálák a dombról), Il faut s'y attendre (Erre számítani kell), Guillaume Métayer ford. – La Forge, juin 2025

## Kritikák, recenziók, interjúk és egyebek
- ...De én kissé idegen vagyok – interjú Faludy Györggyel, Bölcső, bölcsészkari Lap, JATE, Szeged, 1997
- Árnyékboksz – Mohl Hajnal: Az árvaság létrái. Az Irodalom Visszavág, 17. 2003
- A magyar mezőgazdaság fellendítéséről, javaslatok válságának megoldására: Az Irodalom Visszavág, 18. 2004
- Líraláger – szentendrei napló, Parnasszus-tábor. Spanyolnátha, 2007. június 19–22.
- Bevert tojás Vian módra – Tolvaj Zoltán: Törésteszt. Spanyolnátha, 2008. tavasz
- Andy nem egy dilettáns véletlenül? – Andy Warhol-kiállítás Szeged, RÖK-palota, 2009. május: Prae, 2009. július
- Lemerülök, kibekkelem – (megjelent Romanisztán kialakulása és hétköznapjai címmel) Spiró György: Feleségverseny. Prae, 2009. szeptember
- Az ember mint urológiai incidens – a Harmadkor folyóirat irodalmi estje Szegeden (2009): Irodalmi Jelen 2009. november
- Csomagolj és tűnj el! – Bodolay–Vörösmarty: Csongor és Tünde (2009) című darabjáról: Prae, 2009. december
- Ballada egy folyóiratról – az Irodalmi Jelen estje Szegeden (2010): Prae, 2010. október
- Az életszatyor és egyéb málhák – Deák Botond: Egyszeri tél. Prae, 2010. tél
- Csak a Csengőt? Figyelem! – Janox: Ponyvalegény (2010). Prae, 2011. március
- Az arborétum – Novák Valentin: Hovavonatozni. Holdkatlan, 2014. március
- Réntörténet a Bulvár sugárúton – Janox: Valós idő. Prae, 2015. január
- Öntökönrúgás a Művészetek Völgyében – Librarius, 2015. augusztus
- Álmomban emberként – Lázár Balázs: Bomlik a volt. Irodalmi Jelen, 2016. január
- Több gömbbel álmodik – Csobánka Zsuzsa: Minden kikötő. Irodalmi Jelen, 2016. február
- Egy elvadult arborétum – Novák Valentin: Hovavonatozni. Magyar Napló, 2016. április
- Fényképzavar – Hartay Csaba: Fényképavar. Irodalmi Jelen, 2016. október
- Megbékülni a töredékességgel – Vasadi Péter: Csönd születik. Irodalmi Jelen, 2016. december
- Szorosnál szorosabb – Székelyhidi Zsolt: Csurom. Magyar Napló, 2016. december
- Akinek nem térkép e táj – Szálinger Balázs: 360°. Irodalmi Jelen, 2017. február
- Nagymama arca – Papp-Für János: Árnyékapa. Magyar Napló, 2017. február
- Az őszinteség terepe – Stiller Kriszta: Ködforgató. Irodalmi Jelen, 2017. április
- Leleplezni a hazugságmátrixot – interjú Deák-Sárosi Lászlóval. Magyar Napló, 2017. április
- Szent Kinga, zsubrovka, vendetta – Zsille Gábor: Lengyel kultúrkincsek. Irodalmi Jelen, 2017. május
- Verset venni levegő helyett – Iancu Laura: Éjszaka a gyermek. Irodalmi Jelen, 2017. július
- Irodalmi svédasztal – Bödőcs Tibor: Addig se iszik. Irodalmi Jelen, 2017. szeptember
- Örökmozgólépcső – Sajó László: gyomorkeselyű. Irodalmi Jelen, 2017. szeptember
- Laik Eszter: Költőtandem – Zsille Gáborral közös produkciónkról. Irodalmi Jelen, 2017. október
- Írók furcsa ragyogásban – Tokaji Írótábor. Parnasszus, 2017. ősz
- Beszélgetés Görög Máriával – Civil rádió, 2017. ősz
- Másvirág, irgalomb – Erdős Virág: Hátrahagyott versek. Irodalmi Jelen, 2018. január
- Álomidő – Oláh András: április bolondjai. Magyar Napló, 2018. február
- A fájdalom dicsérete – Duda Éva Társulat: Frida. Irodalmi Jelen, 2018. március
- Kulcs a zárhoz – Varga Melinda: Sem a férfiban, sem a tájban. Magyar Napló, 2018. április
- Egy gondozott verskertészet – Babics Imre: Abrak a vadnak, ablak a vaknak. Irodalmi Jelen, 2018. április
- "mintha nem volna teste" – Nádasdy Ádámhoz, -tól, -nak. Irodalmi Jelen, 2018. május
- "Az is a játék része, hogy nem hagyjuk meghalni nagy elődeinket" – a Magyar Napló interjúja, 2018. május
- „nincs változás anélkül, hogy útra ne kelnénk” – lapindító jegyzet, 89. Ünnepi Könyvhét. Magyar Napló, 2018. június
- Hosszú rehab – Nagy Zsuka: Küllők, sávok. A Vörös Postakocsi, 2018. nyár
- Mozdul, rezzen – Dobozi Eszter: Hószín átfut, sár fennakad. Olvasat, 2018. július
- A fekete árnyalatai – Formanek Csaba: Hádész – Látomások az Alvilágból. Irodalmi Jelen, 2018. november
- Hamlet benzinnel töltött koponyája – Kovács István: Shakespeare a Corvin közben. Magyar Napló, 2019. április
- "Hiányzik a higgadt hang" – interjú Győri László költővel. Parnasszus, 2019/1.
- Papírból, pixelből, rezgő levegőből – interjú Lackfi Jánossal. Magyar Napló, 2019. október
- Kísérletek hiánypótlásra – Kali Ágnes: Ópia. Irodalmi Jelen, 2019. október
- "A hiányokra, problémákra megoldást kell találni" – interjú Erős Kingával, Magyar Napló, 2019. november
- "Az író nem bölcs, nem hős, csak mesemondó" – interjú Berta Zsolttal. Magyar Napló, 2020. február
- Olvassanak verset, az rövid, mint az élet! – a Hajónapló interjúja, 2020. március
- Az intrók mennyországa – Országút, 2020. május
- Önmagát ismétlő történelem – Ľuboš Jurík: Egy évszázadnál hosszabb év. Országút, 2020. szeptember
- Az új kor neve: antropocén – David Wallace-Wells: Lakhatatlan Föld. Élet a felmelegedés után. Országút, 2020. december
- Kőszájba bújó tenger – Székelyhidi Zsolt: Színült. A Vörös Postakocsi, 2020. december
- "Elvesztem, de aztán megkerültem" – riport Tizenöt halál c. kötetem kapcsán. Magyar Napló, 2021. február
- Minden út Babadagba vezet – Karácsonyi Zsolt: Függőleges állat. Országút, 2021. május 5.
- "...ez sem csak geográfia" – Nagy Zsuka: Les. Irodalmi Jelen, 2021. október
- Isten hozta az antropocénban? – Antropocén, poszthumanizmus, technológiai szingularitás – esszé. Országút, 2022. április
- Kievezés előtt – Falcsik Mari: Anyakönyv. Népszava, 2023. február 24.
- Kölyökszaké, nimfománia, tangóharmonika – Pintér Béla és Társulata: A démon gyermekei. Irodalmi Jelen, 2023. február
- A felejtés birodalmába csigalépcső vezet – Rózsássy Barbara: Legenda. Irodalmi Jelen, 2023. július
- "Csontrepesz, izom jégszeg" – Székelyhidi Zsoltról és művéről, Irodalmi Jelen, 2023. október
- Teremtő kimozdulás – Áfra János: Omlás. Népszava, 2023. november 4.
- A romlandóság intimitása – Gulisio Tímea: Lények. Népszava, 2024. július
- Csodaszép hanyatlás – Kiss Judit Ágnes: A vén fegyverkovácsné plasztikai sebészhez fordul. Népszava, 2024. november

## Írószervezeti tagság
- Szegedi Szilánkok (2008)
- Magyar Írószövetség (2015)
- Szépírók Társasága (2022)

## Díjak, ösztöndíjak
- NKA-ösztöndíj (2013)
- József Attila Vers-dal Fesztivál (2017) fődíja a Tizenöt halál és az Ölel, nyaldos c. versekért
- Magyar Írószövetség Arany 200 pályázatán (2018) az Aranymetszés c. versért 1. díj
- NKA-ösztöndíj (2018)
- Bella István-díj (2019)
- NKA-ösztöndíj (2021)
- Szeged város művészeti alkotói támogatása (2024)
- Salvatore Quasimodo Nemzetközi Költőtalálkozó és Költőverseny elismerő oklevele (2024)
- Országút-díj (2024)
- Szegedért Alapítvány művészeti alkotói támogatása (2025)